# Christian Palustran
Christian Palustran (Saint-Cloud, 1947) è un drammaturgo e scrittore francese.
Le sue opere, alcune per giovani, sono state messe in scena e trasmesse per radio in vari paesi.

## Biografia
Cresciuto a Parigi, fin dalla tenera età sviluppa interesse per la scrittura e il teatro. Dopo essersi laureato in lettere alla Sorbona a Parigi, viene assunto come professore in Normandia dove organizza insieme ai suoi studenti spettacoli teatrali e laboratori di scrittura. Parallelamente si cimenta nella scrittura di testi e due delle sue prime opere, Escapade (Fuga) e  Histoire d'œuf (Storia dell'uovo), vengono premiate e messe in scena al Concorso Nazionale de L'Acte di Metz (Francia). Cultore del teatro amatoriale di qualità, è invitato a vari festival in Francia e all'estero dove racconta la sua esperienza di autore e dove vengono rappresentate le sue opere, in particolare negli Stati Uniti, in Canada e in Belgio; in quest'ultimo paese le opere Una farfalla gialla chiamata Sfinge (Un papillon jaune appelé Sphinx) e Les méfaits du Bourbon (Le malefatte del Borbone) hanno rappresentato la Francia nelle Estivades Internazionale IATA a Marche-en-Famenne e La chausse-trape (La trappola) nel primo Festival Internazionale di Namur. Sempre con l'opera Una farfalla gialla chiamata Sfinge ha partecipato al Festival Universitario Spagnolo a Valladolid.
Appassionato di lingue, talvolta traduce altri autori o contribuisce alla traduzione dei suoi testi. Sostiene anche la francofonia e come tale è ospite di alleanze o istituti francesi. Dal 2009 al 2019 ha presieduto il festival francofono La Première a Kirov, in Russia.
Christian Palustran è autore di diversi racconti: Le crépuscule des fées (Il crepuscolo delle fate), Les contes du croissant de lune (I racconti della luna crescente)  e  Métamorphoses, mon amour (Metamorfosi, amore mio), tratto da Ovidio. Prendendo spunto da racconti famosi, questi “fili di sogno”, come li chiama l'autore sottolineano spesso, in modo ironico o scherzoso, i difetti propri del nostro tempo. Questi racconti sono stati letti per radio su France-Culture e altre emittenti, interpretati da noti attori francesi (tra cui Michel Bouquet e Michael Lonsdale). Sono stati anche letti in pubblico, in particolare da Claude Piéplu. 
Christian Palustran ha scritto una trentina di opere teatrali di vario genere che, a giudizio della critica, possono essere "divertenti, teneri e talvolta feroci". Molti sono stati rappresentati in Francia e nei paesi francofoni, tra gli altri, a Parigi (Théâtre du Tourtour, Aktéon, Espace Beaujon), in altre città come Lille (Centro Drammatico Nazionale per la Gioventù), Avignone, in Belgio a Bruxelles e in Vallonia, in Svizzera e in Canada.
Diverse opere sono state trasmesse per radio (France Culture, Radio Suisse Romande, Radio France Internationale).
Alcune sono state tradotte ed eseguite anche all'estero: negli Stati Uniti, New York (Una farfalla gialla chiamata Sfingee Fuga) ; in Argentina nella stagione 1994/95 sono state rappresentate in lingua spagnola alla Escuela Superior de Bellas Artes Manuel Belgrano di Neùnquen La canicula e El affair Capulcita (Il caso Cappuccetto Rosso) con la traduzione di Alejandro Finzi,  in Gran Bretagna, in Spagna e in Europa dell'est (Russia, Bulgaria e Romania. Il suo dramma Abymes è stato tradotto da François Breda.
Tra queste figurano molte commedie satiriche regolarmente rappresentate in cui deride il nostro tempo. È anche autore di monologhi tragici e di drammi sociali.
Christian Palustran si interessa anche di teatro per giovani. In modo ironico o diretto, le sue opere affrontano problematiche contemporanee, a volte a rischio di sorprendere o inquietare.
Alcuni suoi lavori sono stati trascritti in Braille.

## Opere

### Teatro
- Escapade, L'Avant-scène Théâtre n °735/736 (1983)
- Journal d'un loup-garou (1991)
- Abîme (1991)
- Nuage (1991)
- Une soirée tranquille, La Fontaine (1996)
- Le Grand débat  da Un paradis d'enfer, traduzione in bulgaro, rivista Panorama, n.3, Le théâtre français contemporain (1998)
- Citizen BV ou La Barbe verte, Art et Comédie (2001)
- Le paysan, le roi et la marmite, La Fontaine (1992 e 2002)
- Una farfalla gialla chiamata Sfinge (Un papillon jaune appelé Sphinx, A Yellow Butterfly Called Sphinx), La Fontaine (1990) e nuova versione trilingue francese, italiana, inglese, La Fontaine, (2002)
- La canicule, La Fontaine (1991 e 2002)
- Queneau, que si, lavoro collettivo, Les Quatre Vents (2003)
- La chausse-trape,  La Fontaine (1998 e 2004)
- Les méfaits du Bourbon, La Fontaine (2004)
- Un paradis d'enfer, Théophraste ou le huitième ciel, Linda e L'épreuve in Théâtre pour appartements et petites scènes, Les Mandarines (2006)
- Ecco in Un autre regard, L'Agapante (2008)
- La Fontaine, le clown et les écolos, passeggiata teatrale, La Fontaine (2010)
- Les télécrates, nuova edizione L'enjeu e Des pâtes à la vinaigrette  ABS (2011)
- Mythomania, promenade theatral, con Histoire d'oeuf e Vente à domicile, Les Mandarines (2020)

per il pubblico giovanile
- La queue du chat  in Démocratie Mosaïque 4, Lansman (2000)
- Théâtre de Noël , Les Mandarines (2004)
- La reine et l'olifant magique, La Fontaine (2005)
- Peau d'Âne 2000, La Fontaine (2005)
- Concerto pour lutin, spectre et ondine, La Fontaine (2005)
- L' affaire Chaperon  in Démocratie Mosaïque 3, 1998 ed in Petites pièces pour dire le monde, Lansman, 2005
- La sœur de Blanche Neige, Art et Comédie (2006)
- Histoire d'œuf: nuova edizione, Les Mandarines (2020)

### Racconti
- Les contes du croissant de lune, Art et comédie (2000)
- Concerto pour lutin, spectre et ondine in rassegna L'Encre et l'Oeuvre, n. 206-207, Souffles (2004)
- Métamorphoses, mon amour, tratto da Ovidio, Hachette jeunesse (2005). Libro trascritto anche in Braille (GIAA PACA / CORSE)

### Edizioni audio
Cassette Radio-France
- La surprise du Père Noël (1987): 10.000 copie stampate per l'operazione "Siamo tutti Babbo Natale" lanciata da France-Culture, France-Inter e dalla rivista Pèlerin.
- Le crépuscule des fées (1993)

Registrazioni France-Culture e Radio Suisse Romande
- Concerto pour lutin, spectre et ondine, 3 puntate (1980)
- L'OVNI,  2 puntate (1982)
- Flamme-Rouge (1984)
- Le Chat buté (1984)
- La dame de glace, La nouvelle Peau d'Âne, Le procès du petit Chaperon Rouge (1984); queste tre storie sono state trasmesse anche da Radio Canada.
- Le paysan, le roi et la marmite, 4 puntate  (1987)
- Histoire de l'étoile de Noël (1994)
- Le destin des arbres (1995)

### Traduzioni
- Un conte de Noël, traduzione francese dell'opera teatrale di Sandra Nordgren, adatto dal racconto di Charles Dickens, Art et Comédie (2000)
- Le secret de l'Ile aux cerfs e L'enfant espiègle (adattamento teatrale del racconto di Christian Andersen ) del drammaturgo argentino Alejandro Finzi